# 夢眠ねむのまどろみのれん酒
『夢眠ねむのまどろみのれん酒』（ゆめみねむのまどろみのれんざけ）は、2018年10月7日から2019年3月31日までBS日テレで毎週日曜日22:30 - 23:00に放送されていたバラエティ番組で、でんぱ組.incの夢眠ねむの単独初冠番組。

## 概要
サブタイトルは「○○でまどろむ」で統一され、ソフト化の際は巻数を「第○燗」と表現されている。夢眠は2019年1月にグループを卒業するが、その後も番組は継続され、同年3月31日に最終回を迎えた。最終ゲスト（3月24日、31日出演）は夢眠と同グループメンバーだった相沢梨紗が出演した。
2019年4月3日からは『古川未鈴と古畑奈和のいにしえ乙女酒』（毎週水曜日 23:00 - 23:30）が後番組として引き継がれた。。

## 内容
お酒とグルメが大好きな夢眠ねむが、毎週気持ちよくまどろめるおいしい酒と肴を探しながら各地域の暖簾をくぐる。
基本的にはゲストとともに酒場（スナックや酒店なども含む）へ赴き、トークを繰り広げるが、初回を含み初期は一人で暖簾をくぐり、店の常連客とお酒や肴について語らうこともあった。

### 放送リスト
| #  | 放送日 （BS日テレ） | サブタイトル                      | ゲスト                     | Blu-ray                                  |
| -- | ------------------- | --------------------------------- | -------------------------- | ---------------------------------------- |
| 1  | 10月7日             | 立ち呑みでまどろむ（門前仲町）    |                            | 第1燗 （2018年12月24日発売／VPXF-71666） |
| 2  | 10月14日            | 朝呑みでまどろむ（西新宿）        | パリッコ（酒ライター）     | 第1燗 （2018年12月24日発売／VPXF-71666） |
| 3  | 10月21日            | 吞兵衛の聖地 横浜・野毛でまどろむ | ぷりあでぃす玲奈（占い師） | 第1燗 （2018年12月24日発売／VPXF-71666） |
| 4  | 10月28日            | お酒の相棒 餃子でまどろむ（蒲田） | パラダイス山元             | 第2燗 （2018年12月24日発売／VPXF-71667） |
| 5  | 11月4日             | 江戸前アナゴでまどろむ（東京湾）  |                            | 第2燗 （2018年12月24日発売／VPXF-71667） |
| 6  | 11月11日            | 韓国料理でまどろむ（新大久保）    |                            | 第2燗 （2018年12月24日発売／VPXF-71667） |
| 7  | 11月18日            | せんべろでまどろむ（赤羽）        | 山内あいな（SILENT SIREN） | 第3燗 （2018年12月24日発売／VPXF-71668） |
| 8  | 11月25日            | 煮込み料理でまどろむ（浅草）      | パリッコ                   | 第3燗 （2018年12月24日発売／VPXF-71668） |
| 9  | 12月2日             | 吞兵衛の新名所・荻窪でまどろむ    | パラダイス山元             | 第3燗 （2018年12月24日発売／VPXF-71668） |
| 10 | 12月9日             | 沖縄食材でまどろむ                | 古川未鈴（でんぱ組.inc）   | 第4燗 （2018年12月24日発売／VPXF-71669） |
| 11 | 12月9日             | 沖縄・多国籍料理でまどろむ        | 古川未鈴（でんぱ組.inc）   | 第4燗 （2018年12月24日発売／VPXF-71669） |
| 12 | 12月16日            | 那覇・栄町市場でまどろむ          |                            | 第4燗 （2018年12月24日発売／VPXF-71669） |

| #             | 放送日 （BS日テレ） | サブタイトル                                 | ゲスト                     | Blu-ray                                |
| ------------- | ------------------- | -------------------------------------------- | -------------------------- | -------------------------------------- |
| 13            | 1月27日             | サラリーマンの憩いの場 新橋でまどろむ        | パリッコ                   | 第5燗 （2019年6月5日発売／VPXF-71715） |
| 14            | 2月3日              | ノンアルコールでまどろむ                     | パリッコ、ディスク百合おん | 第5燗 （2019年6月5日発売／VPXF-71715） |
| 15            | 2月10日             | なぎら健壱が愛する北千住でまどろむ           | なぎら健壱                 | 第5燗 （2019年6月5日発売／VPXF-71715） |
| 16            | 2月17日             | 焼肉でまどろむ（錦糸町）                     |                            | 第6燗 （2019年6月5日発売／VPXF-71716） |
| 17            | 2月24日             | ガード下でまどろむ（銀座コリドー街、有楽町） |                            | 第6燗 （2019年6月5日発売／VPXF-71716） |
| 18            | 3月3日              | アンテナショップでまどろむ（日本橋）         | ぷりあでぃす玲奈           | 第6燗 （2019年6月5日発売／VPXF-71716） |
| 19            | 3月10日             | 酒の都・東広島でまどろむ                     | 岡崎体育                   | 第7燗 （2019年6月5日発売／VPXF-71717） |
| 20            | 3月17日             | 阿佐ヶ谷のちょい呑み酒場でまどろむ           | 谷口菜津子（漫画家）       | 第7燗 （2019年6月5日発売／VPXF-71717） |
| 21            | 3月24日             | 食の宝庫! 名古屋でまどろむ                   | 相沢梨紗 （でんぱ組.inc）  | 第8燗 （2019年6月5日発売／VPXF-71718） |
| 22 （最終回） | 3月31日             | 夢眠家の家庭料理でまどろむ（三重）           | 相沢梨紗 （でんぱ組.inc）  | 第8燗 （2019年6月5日発売／VPXF-71718） |